# Сорокін Євграф Семенович
Сорокін Євграф Семенович (1821—1892) — російський художник і педагог, майстер історичного, релігійного та жанрового живопису. Старший брат художників Павла Семеновича, Василя Семеновича і Рафаїла Семеновича Сорокіних.

## Біографія
Народився 6 грудня в посаді Великі Солі Костромської губернії і повіту (нині смт Некрасовське в Ярославській області). Дід майбутнього художника, Тимофій Андрійович (1776-?), купець, в 1816 році перейшов в міщанське стан. Батько, Семен Тимофійович (1799-?), мав 13 дітей, четверо з яких стали художниками.

Початкові навички в мистецтві Євграф Сорокін отримав, працюючи поруч з ярославським іконописцем І. Ф. Телєгіним, розписував церкву в посаді. Євграф сам почав розписувати стіни храмів в Великих Солях, потім в Ярославлі, отримавши популярність серед замовників.
За порадою одного священика, до приїзду імператора Миколи I в Ярославль Сорокін написав картину: «Петро Великий, за службою в соборі, передбачає обдарованого живописця, який малює його портрет». Ця картина була представлена Государю, який повелів прийняти Сорокіна в петербурзьку Академію мистецтв.
Навчався живопису під найближчим керівництвом професора Олексія Маркова. Уже в наступному, 1842 року отримав похвалу ради академії за історичний і портретний живопис; в 1843 і 1845 — малі срібні медалі за малюнок з натури і за ескіз «Вбивство архідиякона Стефана»; в тому ж 1845 році — велику срібну медаль за картину «Усікновення глави Іоанна Хрестителя» і в 1847 — малу золоту медаль за картину «Данило з левами».
В 1849 за написану за програмою картину «Ян Усмошвец зупиняє бика…» був удостоєний великої золотої медалі і потім відправлений на казенний рахунок на чотири роки за кордон для довершення своєї художньої освіти. Оглядаючи і вивчаючи по шляху все чудове, «що стосується до художеств», Сорокін відвідав Німеччину, Бельгію, Францію, Іспанію, Сирію і Єгипет. В Іспанії він зробив копію з картини Рібейри «Святий Павло».
У 1859 повернувся в Росію і зайняв посаду викладача живопису в Московському училищі живопису, скульптури та архітектури, де і служив до самої смерті.

## Галерея

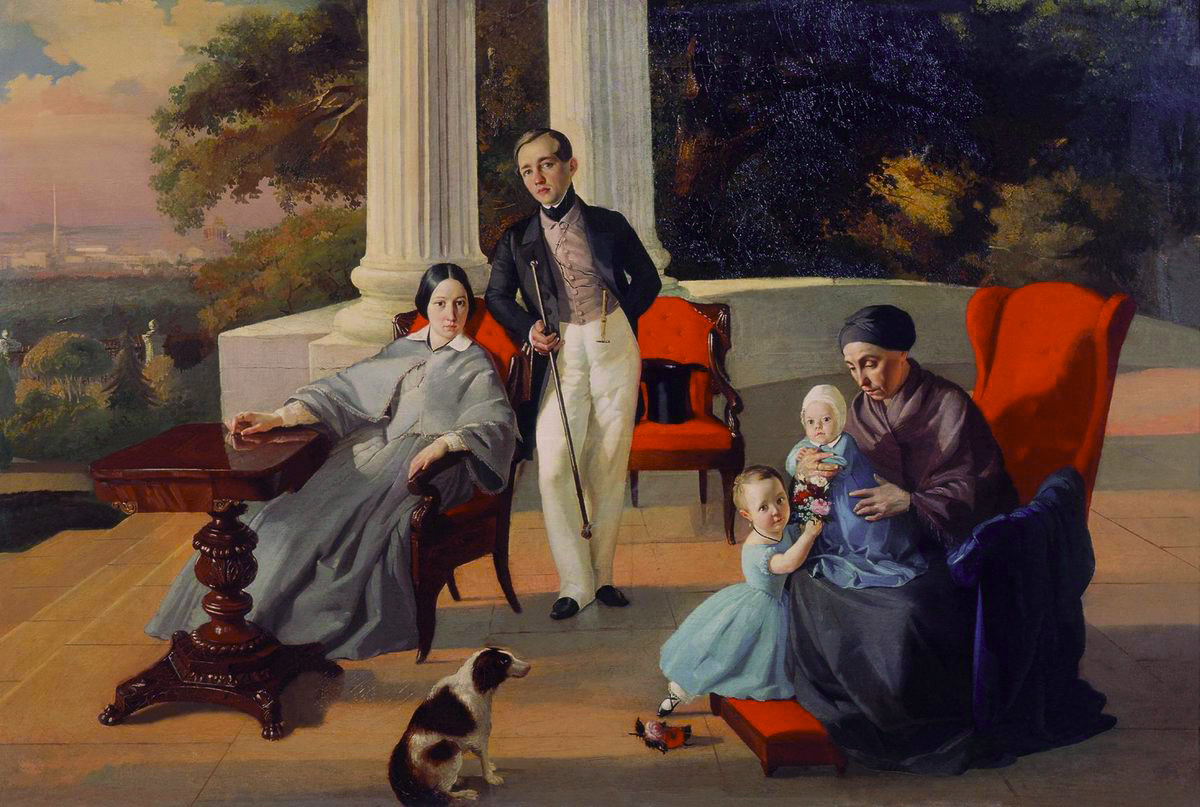
Семейный портрет. 1844
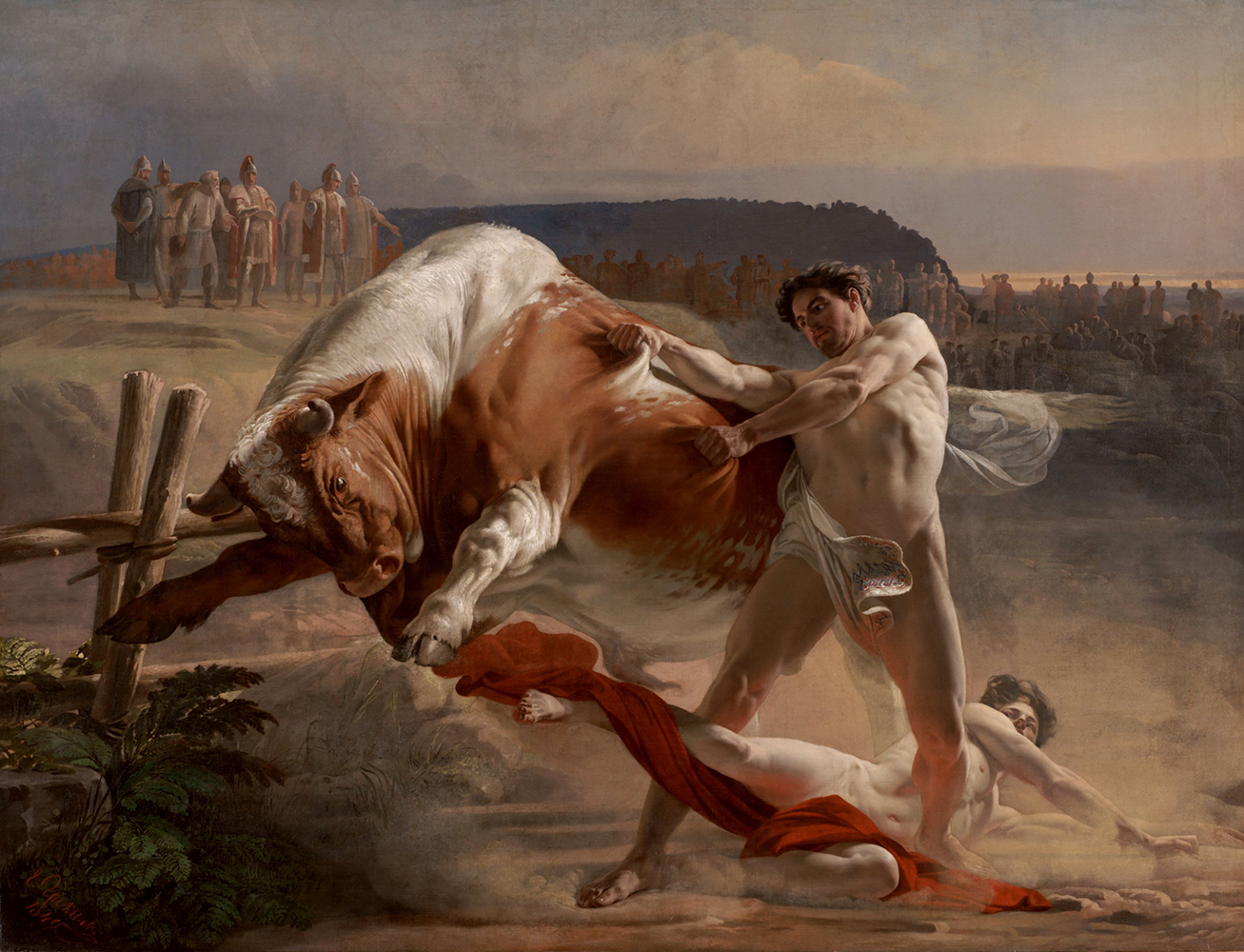
Ян Усмошвец останавливает быка, при владении Россиею великого князя Владимира. 1849
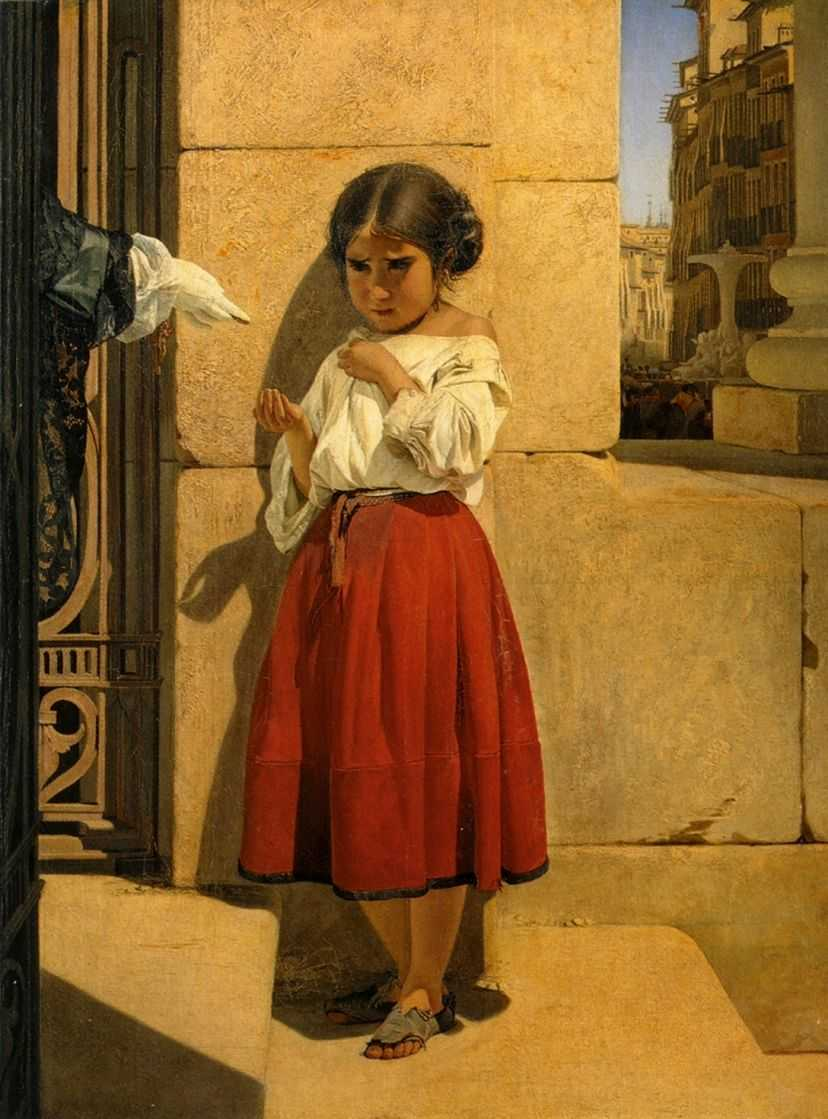
Нищая испанская девочка. 1852
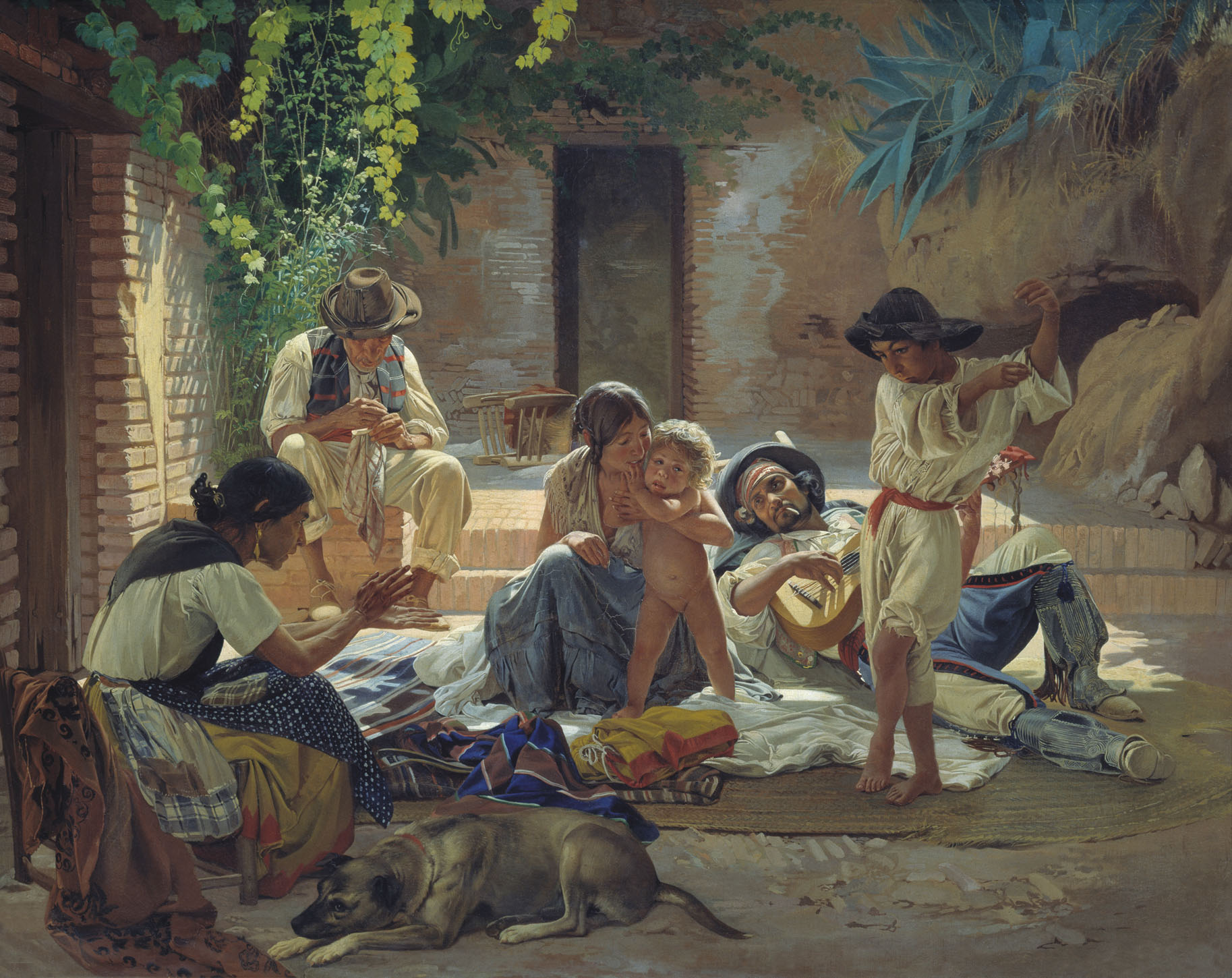
Испанские цыгане. 1853
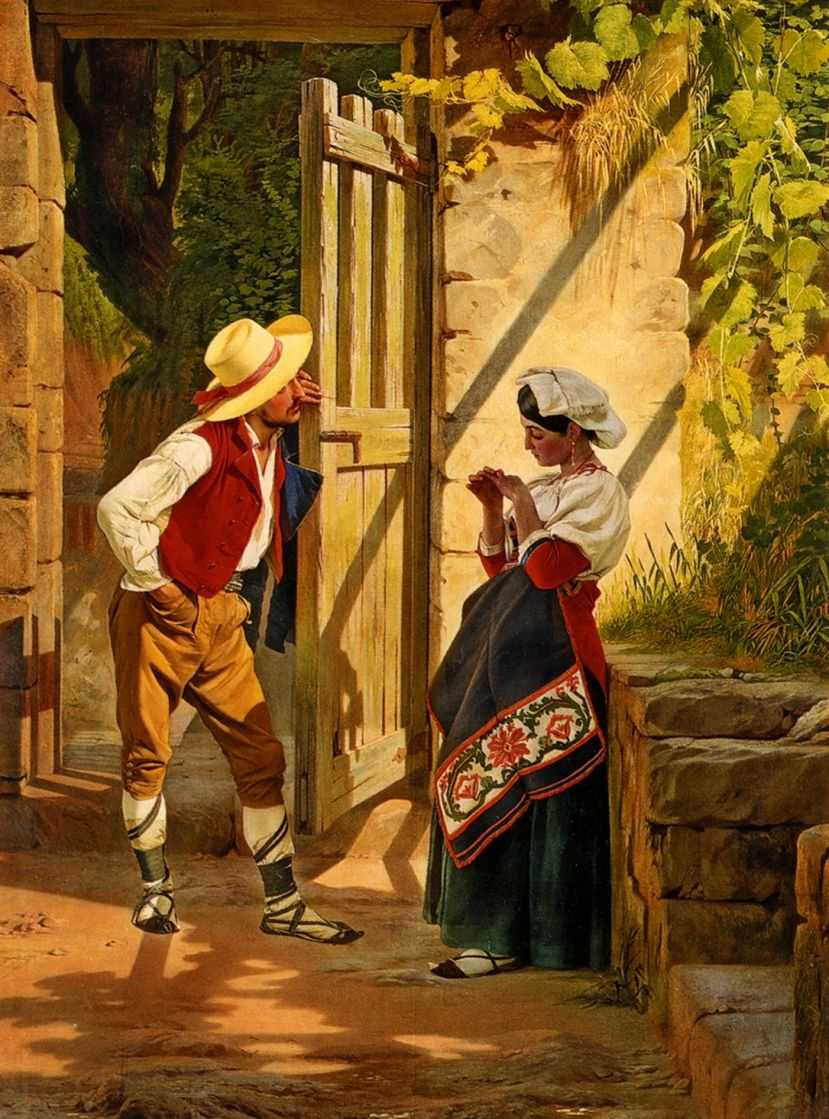
Свиданье. 1858
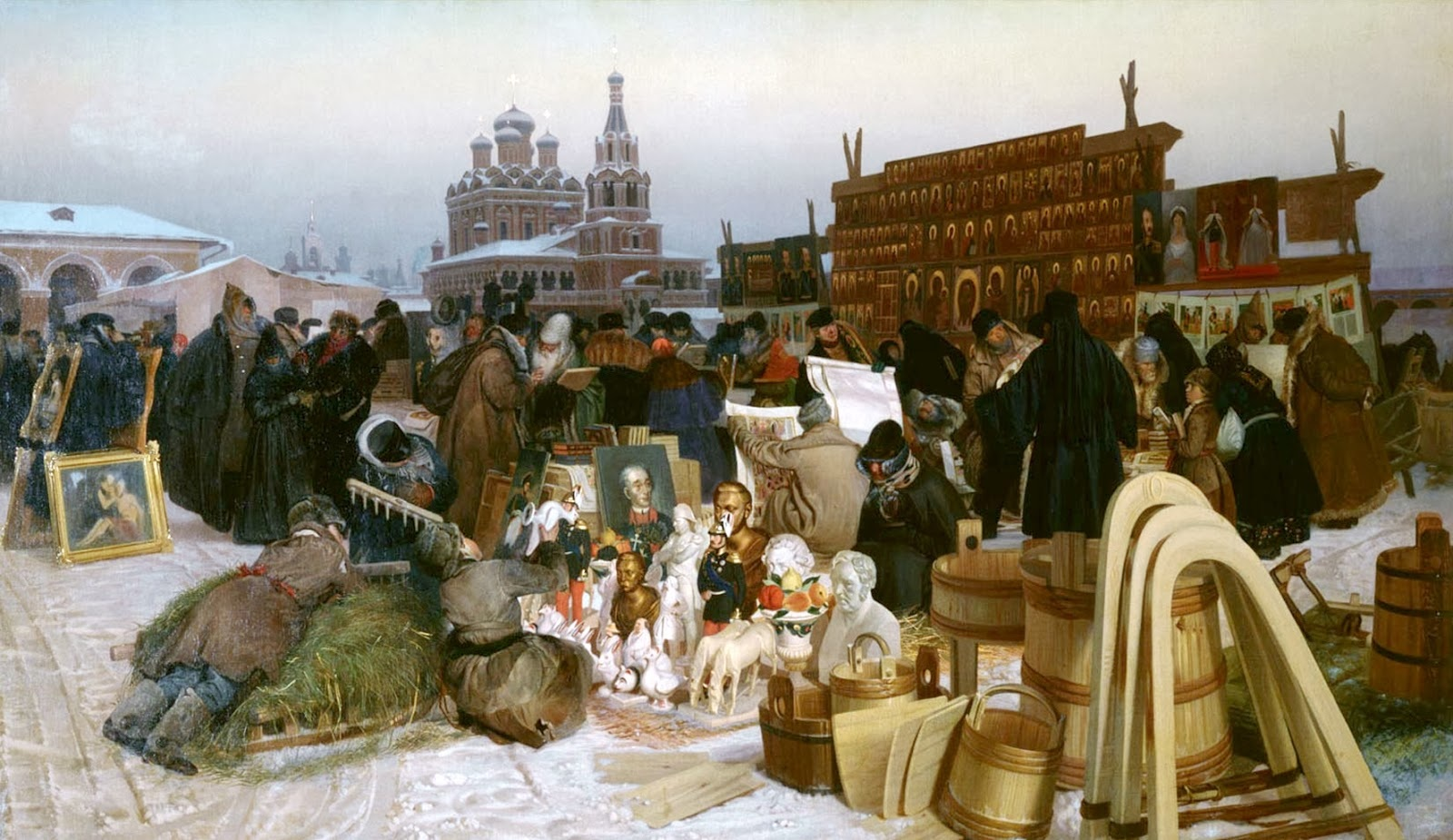
Развал. 1859
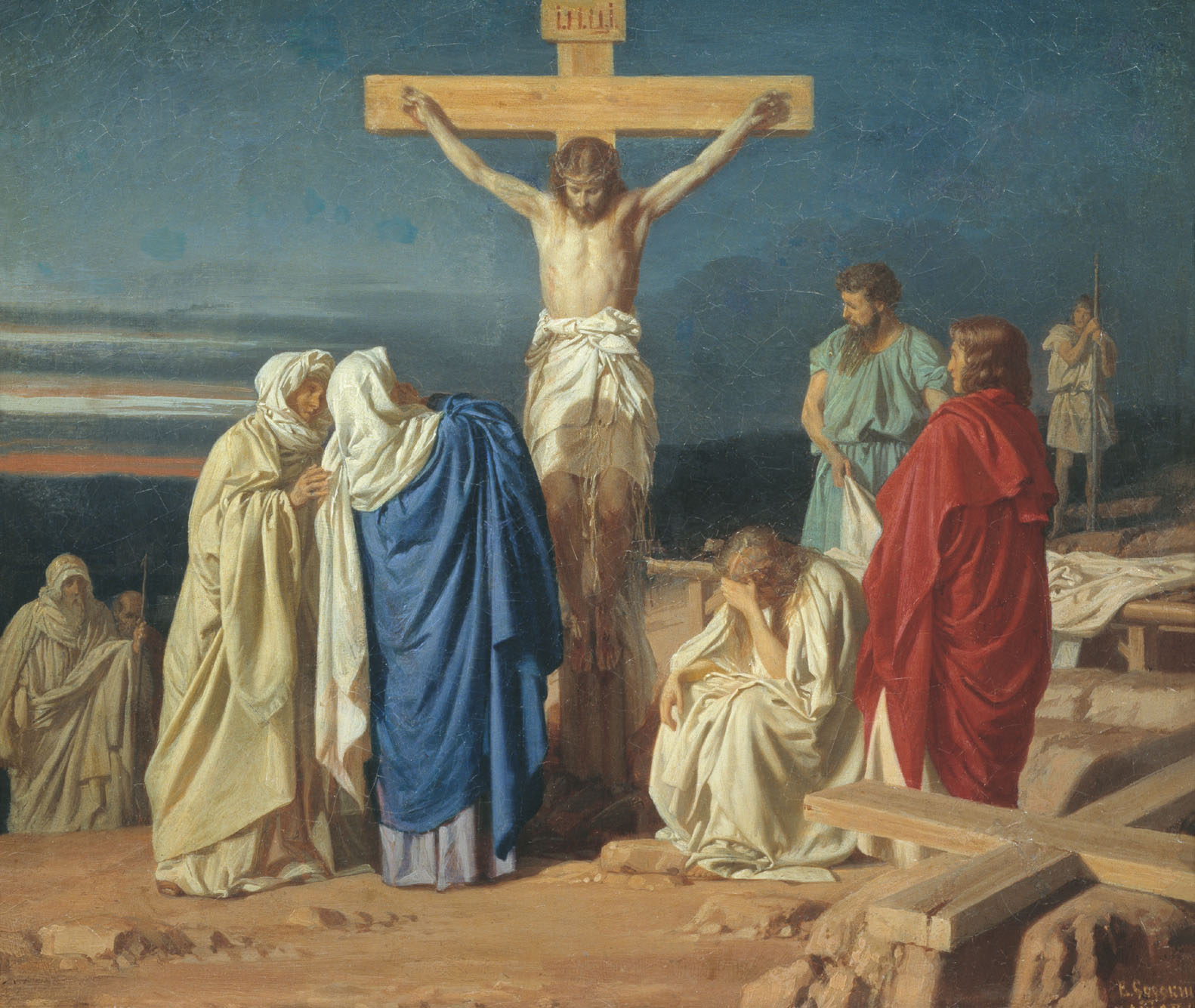
Распятие. 1873